# Parodia magnifica
Parodia magnifica  (F.Ritter) F.H.Brandt è una pianta succulenta della famiglia delle Cactacee, endemica del Brasile.

## Conservazione
La Lista rossa IUCN classifica Parodia magnifica come specie in pericolo di estinzione (Endangered).

## Note

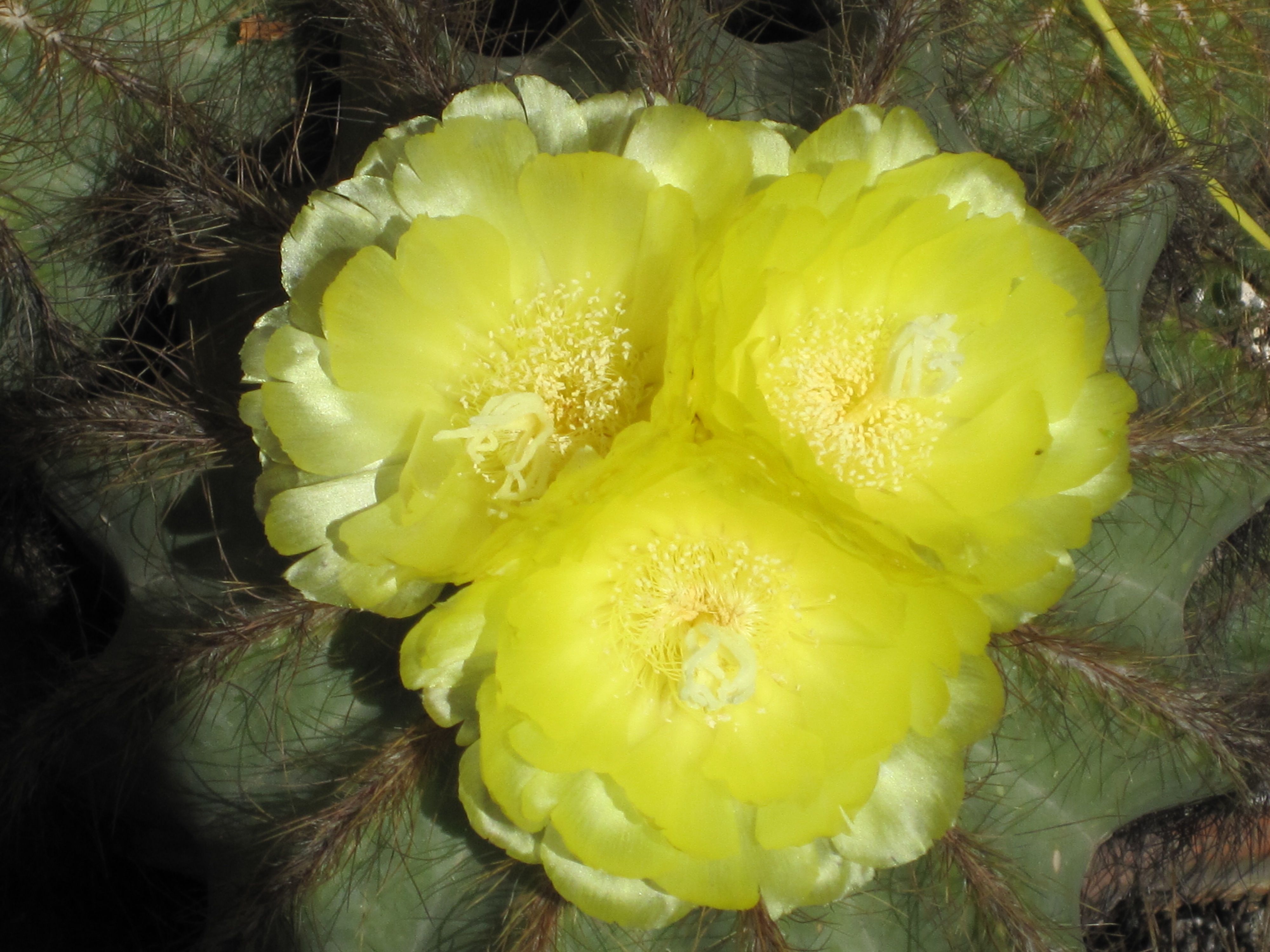
I fiori di Parodia magnifica